# El Juicio Final (Lochner)
El Juicio Final (en alemán: Weltgericht) es un políptico de madera de roble pintado al temple hacia 1435 por el artista alemán Stefan Lochner, probablemente encargado para la sala del consejo del Ayuntamiento de Colonia, pero que ahora está dividido. En la actualidad, las alas exteriores, que formaban un tabique séxtuple cuando estaban extendidas, se han dividido en doce cuadros individuales, la mayoría de los cuales se conservan en colecciones separadas, principalmente en Colonia, Múnich y Fráncfort. Las alas interiores incluían el Martirio de los Apóstoles, los paneles exteriores comprendían en parte a San Antonio Abad, María Magdalena y un donante, los santos Catalina, Huberto, Quirino de Neuss y un donante, y el papa Cornelio. Su representación del Juicio Final sigue muchas de las convenciones de las pinturas contemporáneas de la perdición, pero Lochner introduce importantes innovaciones, especialmente en su representación de las ropas negras y vaporosas del ángel.
La tabla aparece registrada por primera vez en 1764, en un inventario de la iglesia parroquial de San Lorenzo de Colonia, y actualmente se encuentra en el Museo Wallraf-Richartz de Colonia, ya que fue legada en 1824.

## Descripción

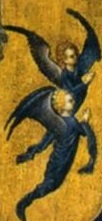
Ángeles

La pintura se divide en un registro superior e inferior. La mitad superior está dominada por las tres grandes formas de Jesús, María y San Juan. Jesús está situado en el centro de la mitad superior del panel, sentado sobre un doble arco iris que emite rayos, con la mano hacia afuera. María y Juan se arrodillan a ambos lados de él en posturas de oración mientras ruegan por la salvación de las almas que se encuentran debajo. La mano derecha de Jesús está levantada en el acto de bendecir a los muertos que serán admitidos en el Reino de los Cielos, su mano izquierda está baja mientras condena a los pecadores al castigo eterno. Viste una túnica roja adornada con perlas. Su túnica está abierta para revelar los agujeros de los clavos en sus manos  y la herida en la parte inferior del pecho sufrida durante su crucifixión. Jesús mira hacia los salvos a su derecha. Un gran grupo de ángeles se ciernen a ambos lados de él, algunos sostienen el arma Christi, los atributos de la Pasión de Cristo. Los dos ángeles a sus pies tocan largas trompetas, señalando el juicio.

El dominio de los santos en el panel se consigue tanto por su tamaño relativo en comparación con los ángeles y los mortales de abajo (como es habitual en las pinturas del "Juicio Final"), pero también, según Weiss, por el "impacto de sus gestos y las enormes curvas de sus vestiduras". Están vestidos con ropas brillantes y vivas, la túnica de Jesús es de color rojo rubí, la de San Juan es de color esmeralda, la de María es de color amatista. La mitad inferior del panel muestra un gran cuerpo de mortales y demonios. Los muertos se levantan de sus tumbas y, según el juicio de Cristo, son recibidos en el cielo o desterrados al infierno. Como es tradicional, los salvados van acompañados de ángeles mientras avanzan hacia (desde la perspectiva del espectador) la parte izquierda del cuadro. Los condenados, que ocupan dos tercios de la mitad inferior del panel, son desplazados y atormentados por demonios hacia el lado derecho. En esta obra, los salvados son finalmente recibidos por San Pedro al entrar en una ciudad celestial, mientras que los perdidos son conducidos hacia las llamas del infierno. Los rostros y las expresiones de los condenados están llenos de pavor y dolor físico. Algunos de los demonios arrastran a los condenados con una cadena; en un pasaje situado en la parte inferior derecha, cuatro demonios arrastran a las almas hacia una fosa donde otros demonios esperan junto a un fuego abrasador. Los demonios rechinan los dientes..
- Chapuis, Julien. Stefan Lochner: Image Making in Fifteenth-Century Cologne. Turnhout: Brepols, 2004. ISBN 978-2-5035-0567-1
- Krüger, Renate. Old German Panel Painting. Berlin, 1974
- Wellesz, Emmy; Rothenstein, John (ed). Stephan Lochner. London: Fratelli Fabbri, 1963

El examen técnico revela numerosos y detallados dibujos subyacentes, ninguno de los cuales se desvía significativamente de la composición final. La mayoría de estos bocetos se centran en los ropajes de los tres santos, que están trazados con sombreados cruzados de intensidad variable. Los rostros de los santos apenas se describen, y sus ojos sólo se señalan con círculos poco definidos. El cuadro está en mal estado y ha sufrido una fuerte decoloración. El fondo era originalmente azul, pero ahora es negro; su pigmento principal era la azurita, que con el paso de los siglos se ha oscurecido considerablemente. Algunos de los motivos originales de los ropajes de las figuras son ahora apenas perceptibles, pero pueden detectarse mediante rayos X.

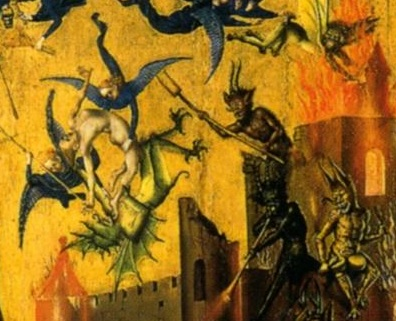
Los ángeles luchan con los demonios en la parte superior derecha del panel.

Tanto su atribución como su datación han resultado difíciles y durante mucho tiempo se pensó que era obra de un miembro del taller, alumno o seguidor de Lochner. El debate surgió sobre todo porque la composición y el ambiente de la tabla son muy diferentes de los de otras obras conocidas de Lochner, que, en contraste con las visiones dramáticas que contiene esta tabla, son conocidas por su serenidad tardogótica y su suave colorido.

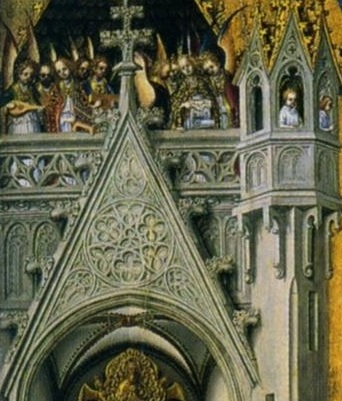
Detalle que muestra el castillo en ruinas.

Se cree que lo realizó al principio de su carrera, ya que en algunos lugares no alcanza, según la crítica de arte Emmy Wellesz, "la perfecta armonía de líneas, la sutil relación de las partes componentes dentro de la estructura total, que admiramos en la obra madura de Lochner". Conscientes de diferencias similares, otros historiadores del arte han defendido que debería situarse al final de su carrera, cuando intentaba romper con sus convenciones habituales. El análisis de los patrones de los anillos de los árboles data la más antigua de sus tres tablas en 1406, lo que, teniendo en cuenta la maduración y el envejecimiento, da una fecha más temprana de finalización, hacia 1425. Sin embargo, se considera una de las pinturas más importantes de su obra, los críticos citan su "excitación dramática" y el estudio de la arquitectura gótica en el castillo en ruinas.